# Котакачі (місто)

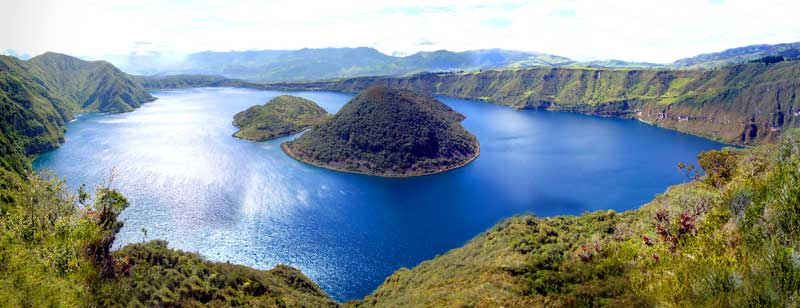
Озеро Куїкоча в кальдері біля Котакачі

Котакачі (ісп. Cotacachi) — місто на півночі Еквадору, у провінції Імбабура. Населення — близько 20 000 осіб. Місто з найбільшою в країні щільністю корінного кечуа населення (понад 50 %).
Котакачі розташоване в долині між вулканами Імбабура та Котакачі (4,621 метрів та 4,935 метрів заввишки).
Міською головою є Ніна Пакарі, найвідоміша еквадорський політик кечуанського походження.

## Географія
Місто розташоване за 8 км (5 миль) на північний захід від Отавало, приблизно в 5 кілометрах на захід від Панамериканського шосе. В 10 кілометрах від міста розташоване мальовниче озеро Куїкоча, що мовою кечуа означає «Озеро морської свинки». Озеро зберегло сакральну славу серед індіанців — щороку на свято сонцестояння вони проводять тут національні обряди очищення.
Через місто протікає дві річки, які оточують масиви тополь, евкаліптів та верб. В околицях також великі сосняки, яким ідеально пасує помірний клімат регіону Котакачі.

## Історія
Місто створене 1544 як колоніальна фортеця в найбільш гомогенному кечуанському середовищі Еквадору. Більшість прикметної архітектури — з початку ХХ століття. Також католицький костел. Взагалі, архітектура Котакачі контрастна: у центрі барокові будинки і колоніального стилю, є трохи готики, ренесансу та португальський стиль, за межами міста переважають 4-поверхові сучасні будинки, є вкраплення іберо-рококо та платереско.

## Сучасність

### Демографія
Котакачі переважно індіанське місто, але через близькість до міст Ібарра та Кіто, а також до прибережної провінції Есмеральдас, населення надзвичайно строкате. Більшість метисів у місті походженням з Кіто, афроеквадорці — з провінції Есмеральдас. В останні роки місто стало популярним серед пенсіонерів-іноземців — їх тут більше 500-та.

### Спеціалізація
Котакачі є містом живого ремісництва — славиться переважно шкіряними виробами, так що іноді його називають «Шкіряною столицею Еквадору». Тут понад 50 магазинів шкіряних виробів, вони вивозяться в усі куточки Еквадору.
Жителі Котакачі також добре відомі за їх Carne Colorada (філе свинини, приготоване у червоному Achiote-соусі), і Queso de Hoja (м'який сир, приготований у листку рослини).

### Фієста
Найбільш відомим святом у місті є щорічне свято Сан-Хуан або Сонячний Фестиваль, яке відзначається у червні (це аналог українського Івана Купала). Свято супроводжує безліч церемоній, серед яких символічний «штурм міста» найбільш галасливий та яскравий. Цього ж дня поліція закриває очі на досить відверті конфлікти між різними групами місцевих індіанців, які влаштовують справжні бійки. Зараз муніципалітет намагається максимально формалізувати свято, запроваджуючи ретельно продумані сценарії.

### Відзнаки
Котакачі є лауреатом ЮНЕСКО як місто, вільне від неграмотності. 2000 весь кантон Котакачі проголошений першим екологічним округом Південної Америки, переважно завдяки унікальній екозоні озера Куїкоча.